# Konjščina
Konjščina je naselje na Hrvaškem, ki je središče občine Konjščina Krapinsko-zagorske županije.

## Lega
Konjščina (prej Selnica in Konjšćina) leži na zahodnem delu Krapinsko-zagorske županije. Sedaj predvsem industrijsko naselje z livarno in tovarno električne opreme, ki leži okoli 8 km zahodno od Zlatar-Bistrice se je razvilo ob železniški progi Zagreb-Varaždin.

## Zgodovina
V srednjeveških listinah se današnja Konjščina omenja kot Selnica. V popisu žup zagrebške škofije leta 1334 je omenja kot župa s cerkvijo sv. Nikolaja. Od 15. stoletja je bila Selnica v posesti plemiške rodbine Konjski. Sredi 15. stoletja je kraj pridobil trške pravice. Kralj Matija Korvin je leta 1477 odobril Kristoforu in Ivanu Konjskem, da v Selnici postavita trajno utrdbo, ki je bila dokončana okoli leta 1500. V 17. stoletju je po izumrtju rodbine Konjski  naselje prešlo najprej v last plemiške rodbine Kegljević, od leta 1722 pa je pripadalo zagrebški škofiji. Leta 1880 je potres deloma porušil utrdbo, ki se nato ni več obnavljala.
V zgodovinskem spominu se kraj omenja kot lokacijo na kateri so osmani pod vodstvom vojskovodje Ulema-paše leta 1544 premagali krščansko vojsko, ki sta jo vodila ban Nikola Šubić Zrinski in grof Juraj Wildenstein. Iz teh časov so še vidni ostanki po potresu delno uničene utrdbe, edinega zagorskega Waserburga, to je utrdbe obkrožene z vodnim jarkom.

## Demografija
| Pregled števila prebivalcev po letih | Pregled števila prebivalcev po letih | Pregled števila prebivalcev po letih | Pregled števila prebivalcev po letih | Pregled števila prebivalcev po letih | Pregled števila prebivalcev po letih | Pregled števila prebivalcev po letih | Pregled števila prebivalcev po letih | Pregled števila prebivalcev po letih | Pregled števila prebivalcev po letih | Pregled števila prebivalcev po letih | Pregled števila prebivalcev po letih | Pregled števila prebivalcev po letih | Pregled števila prebivalcev po letih | Pregled števila prebivalcev po letih |
| ------------------------------------ | ------------------------------------ | ------------------------------------ | ------------------------------------ | ------------------------------------ | ------------------------------------ | ------------------------------------ | ------------------------------------ | ------------------------------------ | ------------------------------------ | ------------------------------------ | ------------------------------------ | ------------------------------------ | ------------------------------------ | ------------------------------------ |
| 1857                                 | 1869                                 | 1880                                 | 1890                                 | 1900                                 | 1910                                 | 1921                                 | 1931                                 | 1948                                 | 1953                                 | 1961                                 | 1971                                 | 1981                                 | 1991                                 | 2001                                 |
| 0                                    | 0                                    | 0                                    | 0                                    | 0                                    | 0                                    | 0                                    | 0                                    | 0                                    | 0                                    | 0                                    | 0                                    | 0                                    | 1010                                 | 987                                  |